# Tidmaskinen
Tidmaskinen (The Time Machine) är en science fiction-roman från 1895 av H. G. Wells.

## Handling
En brittisk vetenskapsman i det Viktorianska England uppfinner en tidsmaskin. Han använder maskinen till att resa tusentals år framåt i tiden. Han kommer till en tid då jorden befolkas av Morlocker (en slags underjordiska apmänniskor), och Eloaner. Vetenskapsmannen försöker komma på hemligheten med detta samhälle, och vad som hänt med mänskligheten.

## Publiceringshistoria
Den första versionen publicerades 1888 i en skoltidning, Science Schools Journal, som Wells redigerade. Den hette då The Chronic Argonauts. Fram till 1894 skrev han om den minst sex gånger. Den slutgiltiga versionen utgavs i bokform året 1895 under titeln The Time Machine. Den publicerades på svenska 1923, översatt av Wendela Leffler, med titeln Tidmaskinen. En ny svensk översättning av Kjell Ekström publicerades av Natur och Kultur 1952. Denna återutgavs av Delta förlag 1976, med ett nyinsatt avsnitt översatt av Sam J. Lundwall skildrande tidfararens besök i kängurumänniskornas och jätteinsekternas framtid. 2017 kom ytterligare en översättning till svenska, med titeln Tidsmaskinen, översatt av Oskar Källner. Bakhåll använde samma titel när de 2023 gav ut boken i nyöversättning och med efterord av Christian Ekvall.

## Filmatiseringar och fristående uppföljare
En uppföljare med den engelska titeln The Time Ships utgavs år 1995, skriven av författaren Stephen Baxter. Boken har filmatiserats två gånger som Tidmaskinen (1960) och The Time Machine (2002).